# سیارک ۶۶۲۰
سیارک ۶۶۲۰ (به انگلیسی: 6620 Peregrina، نامگذاری:1973UC) شش هزار و ششصد و بیستمین سیارک کشف شده‌است که در ۲۵ اکتبر ۱۹۷۳ کشف شد.
قدر مطلق سیارک برابر ۱۴٫۲۰ است.